# Liste der Nummer-eins-Country-Alben in den USA
Die Liste der Nummer-eins-Country-Alben in den USA basiert auf den Country-Charts der Zeitschrift Billboard, nämlich auf den Billboard Top Country Albums, die unter wechselnden Namen seit 1964 erhoben werden.
Die Liste ist nach Jahren aufgeteilt.